# والتون، میلتون کینز
والتون (به انگلیسی: Walton) یک روستا و محله مدنی در بریتانیا است که در Milton Keynes واقع شده‌است. والتون ۱۱٬۹۲۳ نفر جمعیت دارد.